# Nowa Telewizja Warszawa
Nowa Telewizja Warszawa, NTW – prywatna naziemna stacja telewizyjna z Warszawy. Swój program nadawała w latach 1992–1994. Zlikwidowana przez KRRiT, gdyż nie otrzymała koncesji i nadawała na częstotliwościach należących do Wojska Polskiego.

## Historia
Nowa Telewizja Warszawa była drugą po Top Canal prywatną stacją telewizyjną w Warszawie. Założona została przez Michała Komara. Rozpoczęła nadawanie 5 grudnia 1992 roku. W okresie poprzedzającym rozpoczęcie działalności była współtworzona przez Mirosława Chojeckiego i Gabriela Meretika. Głównym reżyserem był Krzysztof Wyszyński. Od 1993 roku transmitowała wraz z innymi lokalnymi stacjami z całej Polski program Polonii 1.
NTW jako pierwsza telewizja prywatna emitowała swoje produkcje dla całej sieci Polonii 1. We wszystkich stacjach lokalnych o tej samej porze emitowano kopiowane w centrali i rozwożone po kraju kurierami kasety z materiałami sieciowymi. Pierwsza i jedyna bezpośrednia transmisja satelitarna odbyła się 25 czerwca 1994 roku podczas programu A Teraz Konkretnie, w którym na żywo przeprowadzono rozmowę z urzędującym Prezydentem RP Lechem Wałęsą. Transmisję mogli zobaczyć widzowie stacji włączonych do sieci Polonii 1.
Siedziba NTW znajdowała się przy ul. Grzybowskiej 77 w Warszawie.

## Programy
- A Teraz Konkretnie – Andrzej Tadeusz Kijowski
- Bez maski – Urszula Rzepczak
- Debaty warszawskie – Andrzej Tadeusz Kijowski
- Fotel – Dorota Wellman
- Gadające głowy – Michał Komar
- Kronika sportowa – Grzegorz Kalinowski
- Kto pyta, niech przyjdzie – Andrzej Tadeusz Kijowski
- U ... NTW – Rafał Włoczewski, Rafał Olbrychski
- Wiadomości Warszawskie – Urszula Rzepczak, Jarosław Kret
- Relaks z NTW

## Prezenterzy
- Magdalena Donimirska
- Grzegorz Kalinowski
- Andrzej Tadeusz Kijowski
- Jacek Koskowski
- Katarzyna Królak
- Jarosław Kret
- Grzegorz Piekarski
- Urszula Rzepczak
- Dorota Wellman
- Janusz Zadura